# Heinrich Böll

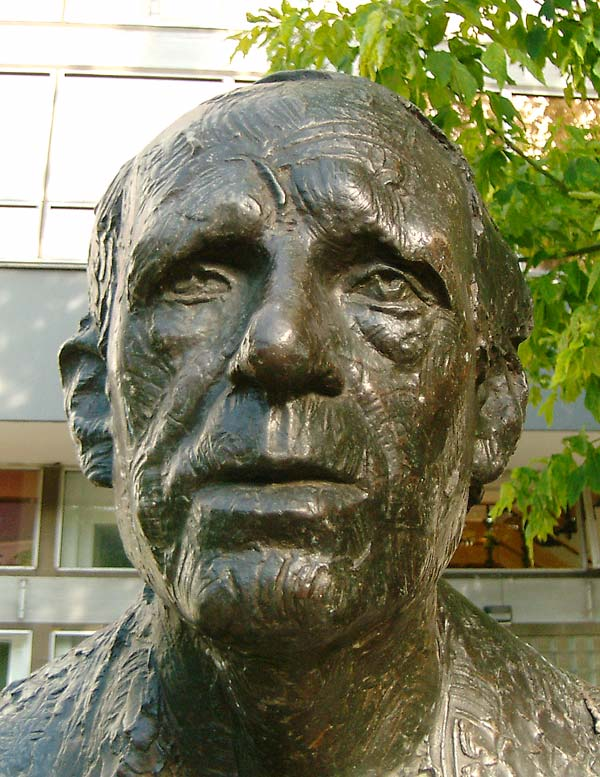
Heinrich Böll szoborportréja Berlinben

Heinrich Böll (Köln, 1917. december 21. – Langenbroich, 1985. július 16.) Nobel-díjas német író és műfordító.

## Életrajz
Viktor Böll és Maria Hermann nyolcadik gyermekeként született az első világháború legínségesebb időszakában. Kölnben járt katolikus elemi iskolába 1924 és 1928 között, majd a Kaiser Wilhelm-gimnáziumba, ahol letette az érettségit. A bonni Lempertz könyvkereskedésben vett részt képzésen, majd beiratkozott német nyelv és irodalom szakra a Kölni Egyetemen. Nem rokonszenvezett a nemzetiszocialista politikával, sikerült a Hitlerjugend-tagságot kikerülnie, de 1939-ben behívták a Wehrmachtba: Franciaországban, Romániában, Magyarországon és a Szovjetunióban szolgált, többször meg is sebesült. 1942-ben feleségül vette fiatalkori szerelmét, Annemarie Cech-et. Amerikai hadifogságba esett, ahonnan csak a háború végeztével szabadult. Első gyermeke, Christoph, 1945-ben született, de még ebben az évben el is hunyt. 1947-ben, 1948-ban és 1950-ben született Raimund, René és Vincent.
1947-ben kezdte írói pályafutását A vonat pontos volt (Der Zug war pünktlich) című novellával. Ezt számos ismert kisregény, regény és elbeszélés követte. Ezek – írói hozzáállásából fakadóan – többnyire a háború utáni Németországban játszódnak. Tagja volt a Gruppe 47 elnevezésű irodalmi társaságnak.
1972-ben a világháború utáni első német íróként megkapta az irodalmi Nobel-díjat, a Csoportkép hölggyel (Gruppenbild mit Dame, 1971) című művéért. Eme regényében a német történelmet követte végig az első világháborútól az 1960-as évekig egy nő életrajzán keresztül.
1974-ben jelent meg híres műve, a Katharina Blum elvesztett tisztessége, amely a zavargások sújtotta NSZK viszonyait festi le, ahol egy kisstílű bűnözőt is terroristának kijáró rendőri készültséggel fognak el, a vele egyetlen nap óta kapcsolatban lévő főszereplőt pedig szintén tönkreteszik. A regényt több mint 30 nyelvre fordították le. Ugyanebben az évben megkapta a Carl von Ossietzky-díjat.
- Köln város díszpolgára
- A német, majd a Nemzetközi PEN Club elnöke 1971. szeptember 13-ától 1974-ig

Ő fordította le német nyelvre többek között J. D. Salinger Zabhegyező című regényét.

## Művei
- A vonat pontos volt (Der Zug war pünktlich), 1947
- A hagyaték (Das Vermächtnis), 1948
- Vándor, vidd hírül a spá… (Wanderer, kommst du nach Spa…), 1950
- A fekete bárányok (Die schwarzen Schafe), 1951
- Ádám, hol voltál? (Wo warst du, Adam?), 1951
- Az angyal hallgatott (Der Engel schwieg), 1952
- Nemcsak karácsonykor (Nicht nur zur Weihnachtszeit), 1952
- A balekok nagysága (Die Waage der Baleks), 1952
- És száját nem nyitotta szóra (Und sagte kein einziges Wort), 1953
- Magukra maradtak (Haus ohne Hüter), 1954
- Korai évek kenyere (Das Brot der frühen Jahre), 1955
- Írországi napló (Irisches Tagebuch), 1957
- Nyomtalanul (Die Spurlosen), 1957
- Doktor Murke összegyűjtött hallgatásai: elbeszélések, szatírák (Doktor Murkes gesammeltes Schweigen und andere Satiren), 1958
- Biliárd fél tízkor (Billard um halb zehn), 1959
- Ein Schluck Erde, 1962
- Egy bohóc nézetei (Ansichten eines Clowns), 1963
- El a csapattól (Entfernung von der Truppe), 1964
- Egy szolgálati út vége (Ende einer Dienstfahrt), 1966
- Csoportkép hölggyel (Gruppenbild mit Dame), 1971
- Katharina Blum elvesztett tisztessége (Die verlorene Ehre der Katharina Blum), 1974
- Gondviselő ostromzár (Fürsorgliche Belagerung), 1979
- Mi lesz a fiúval? (Was soll aus dem Jungen bloß werden?), 1981
- Bányászott terep (Vermintes Gelände), 1982
- A sebesülés (Die Verwundung), 1983
- Asszonyok rajnai tájban (Frauen vor Flusslandschaft), 1985 (posth.)
- A Balke család mérlege

## Magyarul
- Ádám, hol voltál?; ford. Radó György; Kossuth, Bp., 1957
- Magukra maradtak. Regény; Európa, Bp., 1959
- Biliárd fél tízkor. Regény; ford. Doromby Károly, utószó Ungvári Tamás; Európa, Bp., 1961
- Írországi napló; ford. Doromby Károly, utószó Gergely Erzsébet; Európa, Bp., 1963 (Modern könyvtár)
- Doktor Murke összegyűjtött hallgatásai. Elbeszélések; vál., szerk. Rayman Katalin, ford. Bor Ambrus et al., bev. Nemeskürty István; Magvető, Bp., 1965 (Világkönyvtár)
- Egy szolgálati út vége. Regény; ford. Gáli József; Európa, Bp., 1968
- Mifelénk; vál. Rayman Katalin, ford. Bor Ambrus, Rayman Katalin, Nemeskürty István, utószó Bor Ambrus; Gondolat, Bp., 1969
- Korai évek kenyere; ford. Beck Erzsébet, Gergely Erzsébet, Jávor Ottó, utószó Szabó Ede; Európa, Bp., 1970 (A világirodalom remekei)
- Csoportkép hölggyel. Regény; ford. Bor Ambrus; Magvető, Bp., 1973 (Világkönyvtár)
- Katharina Blum elvesztett tisztessége, vagy Miből lehet erőszak, és mit tehet velünk; ford. Bor Ambrus; Európa, Bp., 1976 (Európa zsebkönyvek)
- Gondviselő ostromzár; ford. Bor Ambrus; Magvető, Bp., 1980 (Világkönyvtár)
- És száját nem nyitotta szóra. Kisregények; ford. Beck Erzsébet et al.; Európa, Bp., 1980
- Egy bohóc nézetei; ford. Bor Ambrus; Magvető, Bp., 1982 (Világkönyvtár)
- A hagyaték; ford. Bor Ambrus; Magvető, Bp., 1984 (Rakéta Regénytár)
- Frankfurti előadások; ford. Bor Ambrus; Európa, Bp., 1984 (Mérleg)
- A nyolcadik parancsolat. Emlékezések, szatírák, cikkek; vál., szerk. Pók Lajos, ford. Asztalos József et al.; Magvető, Bp., 1985 (Világkönyvtár)
- És lőn este és reggel. Válogatott elbeszélések, 1947–1981; vál. Bor Ambrus, ford. Bor Ambrus, Raýman Katalin; Európa, Bp., 1986
- Asszonyok rajnai tájban; ford. Bor Ambrus; Magvető, Bp., 1987 (Világkönyvtár)
- Az angyal hallgatott; ford. Szántó Judit; Fabula, Bp., 1994